# Frédéric Rusanganwa
Frédéric Rusanganwa (né le 4 avril 1980 à Kigali au Rwanda) est un joueur de football international rwandais, qui évoluait au poste de milieu de terrain.

## Biographie

### Carrière en club
Frédéric Rusanganwa joue en faveur du club du Mukura Victory, puis de l'Armée patriotique rwandaise. Il remporte trois titres de champion du Rwanda avec l'APR.

### Carrière en sélection
Frédéric Rusanganwa joue trois matchs en équipe du Rwanda entre 2002 et 2004, sans inscrire de but.
Il participe avec l'équipe du Rwanda à la Coupe d'Afrique des nations 2004 organisée en Tunisie. Lors de cette compétition, il joue un match contre la RD Congo.

## Palmarès
APR
| - Championnat du Rwanda (2) : - Champion : 2003, 2005 et 2006. - Coupe du Rwanda (1) : - Vainqueur : 2006. |  | - Coupe Kagame (1) : - Vainqueur : 2004. - Finaliste : 2005. |